# The Transformers (игра)
The Transformers (с англ. — «Трансформеры») — самая первая игра о трансформерах, предназначенная для ZX Spectrum и Commodore 64.

## Сюжет
Автоботы пытаются пережить энергетический кризис, для чего они должны собрать четыре фрагмента особого энергокуба и доставить его на базу. Однако десептиконы намерены украсть его. Кроме того, только 14 автоботов функционируют, в то время как десептиконы с помощью клонирования имеют неограниченное количество копий каждого бойца. Однако у автоботов есть некоторое преимущество в виде специальных капсул, где они могут укрыться от врагов и восстановить силы.

## Игровой процесс
Игра представляет собой набор уровней, в каждом из которых требуется собрать разбросанные по карте фрагменты эмблемы автоботов. Для этого игрок может переключаться между доступными автоботами, у каждого из которых есть такие параметры, как щит (уменьшается при столкновении с персонажем), огневая мощь (уменьшается при стрельбе) и сила (уменьшается при перемещении). Данные параметры можно восстановить, сменив персонажа в специальном месте на карте.
Каждый автобот может ходить по платформам, летать, стрелять и трансформироваться в режим автомобиля. При этом за победу над врагами и сбор фрагментов эмблемы даются очки, которые накапливаются за всё время игры. Сама же игра является бесконечной, повторяя уровни с возрастающей сложностью.

## Персонажи
| Автоботы - Оптимус Прайм - Хаунд - Джаз - Мираж - Бамблби - Бластер - Стилджо - Ультра Магнус - Хот Род - Дефенсор | Десептиконы - Мегатрон - Саундвейв - Старскрим - Баззсоу - Скайворп - Лазербрейк - Рэведж - Френзи - Рамбл - Девастатор |